# Sant’Ambrogio (Firenze)
A Sant’Ambrogio (olaszul Chiesa di Sant’Ambrogio) egyike Firenze legrégibb templomainak, a 6. században alapították. A 13. században átépítették, késő román-kora gótikus stílusban, majd ismét átépítették a 15., 17., és a 18. században is. Az 1966-os árvíz megrongálta, ezután a homlokzatát régi, puritán formában állították helyre.
Egy legenda szerint 1230-ban egy Uguccione nevű pap az előző napi mise alatt használt, de nem jól kitörölt kehelyben vércseppeket talált. A miseborból ily csodásan vérré alakult cseppeket üvegbe zárták, és Mino da Fiesole márványtabernákulumot faragott az ereklye számára 1481 és 1483 között. Az ereklyét a főoltártól balra lévő kápolnában lehet látni, amit Cosimo Rosselli festett ki. Az általa készített freskón egy körmenet látható a templom 15. századi homlokzatával, a menetben pedig látható Pico della Mirandola is. A templomban található Mino da Fiesole, Andrea Verrocchio és Cronaca sírfelirata is.

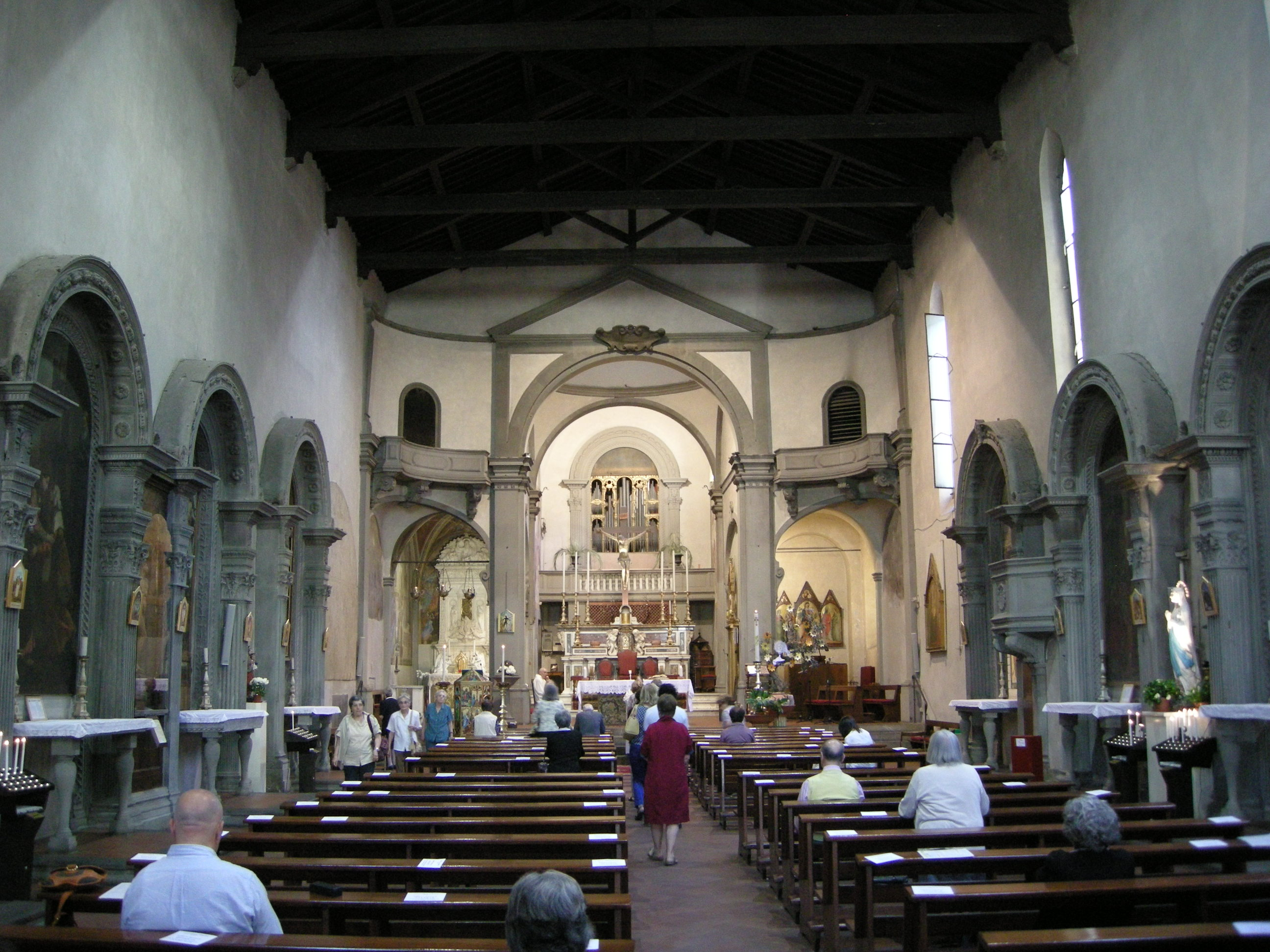
Templombelső
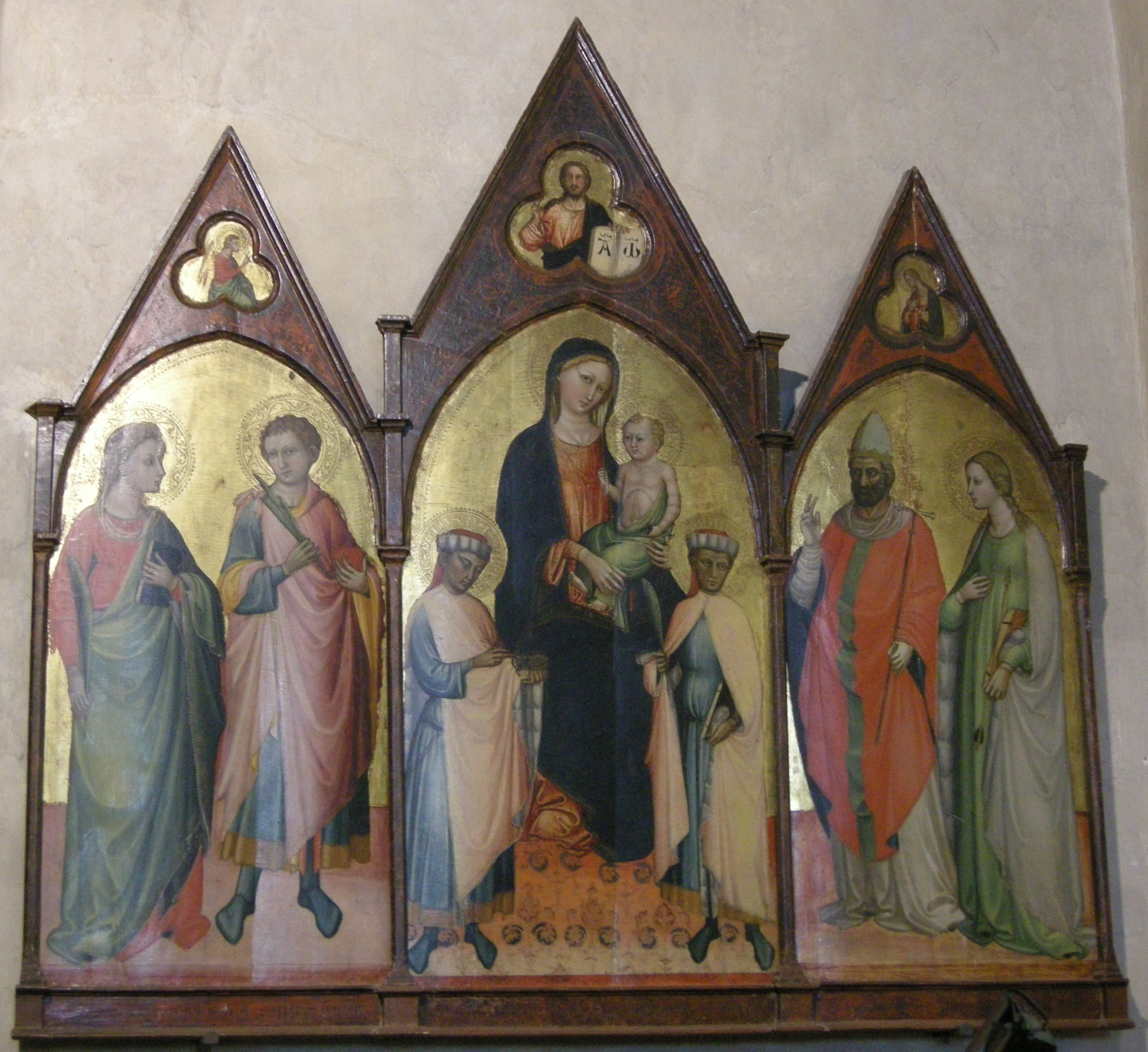
Madonna a gyermekkel és szentekkel (Lorenzo di Bicci)